# Félix Cortés
Félix Gonzalo Cortés Jiménez (La Serena, Chile, 15 de marzo de 1991) es un futbolista chileno. Juega de defensa.

## Clubes
| Club               | País  | Año         |
| ------------------ | ----- | ----------- |
| Deportes La Serena | Chile | 2009 – 2012 |
| Naval              | Chile | 2013-2014   |
| Unión San Felipe   | Chile | 2014-2015   |
| Deportes La Serena | Chile | 2015        |
| Unión San Felipe   | Chile | 2015-2018   |